# Lamachella namwamba
Lamachella namwamba är en tvåvingeart som beskrevs av Jones 1940. Lamachella namwamba ingår i släktet Lamachella och familjen puckeldansflugor.
Artens utbredningsområde är Uganda. Inga underarter finns listade i Catalogue of Life.